# Días de radio
Días de radio es una película de 1987 dirigida por Woody Allen que explora sus recuerdos de infancia a través de la música jazz, en una afortunada recreación ambiental de los años 1940.

## Argumento
Narrada por el propio Allen, la película se centra en las aventuras de un niño que descubre la música a través de la radio, convirtiéndose en su pasión. Con situaciones cómicas y una selección inmejorable de la música de la época (desde las más populares melodías jazz hasta las canciones de cabaret de Kurt Weill), Días de radio es una afortunada, aunque infravalorada, película del cineasta neoyorquino.
En una escena en la que el chico va al cine con su tía, se está proyectando un fragmento de la película Historias de Filadelfia en el que Katharine Hepburn se besa y abraza con James Stewart.
La película cuenta con las actuaciones de Julie Kavner, Dianne Wiest y Danny Aiello (actores habituales de Woody Allen) y una breve aparición de Diane Keaton. El gusto de Allen por la música, evidente en esta película autobiográfica, se canalizaría en aprender a tocar un instrumento, el clarinete. Actualmente toca todos los lunes en un bar en Nueva York y realiza giras esporádicas por Europa, como la que se documenta en el film Wild Man Blues.

## Reparto
| Actor               | Personaje                                     |
| ------------------- | --------------------------------------------- |
| Woody Allen         | Joe, the Narrator                             |
| Hy Anzell           | Sr. Waldbaum                                  |
| Seth Green          | Joven Joe                                     |
| Danny Aiello        | Rocco                                         |
| Sydney Blake        | Señorita Gordon                               |
| Leah Carrey         | Abuela                                        |
| Jeff Daniels        | Biff Baxter                                   |
| Larry David         | Vecino comunista                              |
| Gina DeAngelis      | Madre de Rocco                                |
| Denise Dumont       | Cantante latina                               |
| Mia Farrow          | Sally White                                   |
| Todd Field          | Crooner                                       |
| Kitty Carlisle Hart | Cantante Jingle de Maxwell House (Café) Radio |
| Paul Herman         | Ladrón                                        |
| Julie Kavner        | Madre                                         |
| Diane Keaton        | Cantante de año nuevo                         |
| Julie Kurnitz       | Irene Draper                                  |
| Renée Lippin        | Tía Ceil                                      |
| William Magerman    | Abuelo                                        |
| Leah Carrey         | Abuela                                        |
| Joy Newman          | Ruthie                                        |
| Judith Malina       | Sra. Waldbaum                                 |
| Brian Mannain       | Kirby Kyle                                    |
| Kenneth Mars        | Rabbi Baumel                                  |
| Helen Miller        | Sra. Needleman                                |
| Josh Mostel         | Tío Abe                                       |
| Don Pardo           | Anfitrión de "Guess That Tune"                |
| Tony Roberts        | "Silver Dollar" Emcee                         |
| Martin Rosenblatt   | Sr. Needleman                                 |
| Rebecca Schaeffer   | Hija de comunista                             |
| Roger Schwinghammer | Richard                                       |
| Wallace Shawn       | Vengador enmascarado                          |
| Martin Sherman      | Actor de radio                                |
| Mike Starr          | Ladrón                                        |
| Michael Tucker      | Padre                                         |
| David Warrilow      | Roger Daley                                   |
| Kenneth Welsh       | Voz de radio                                  |
| Dianne Wiest        | Tía Bea                                       |